# Ciutadilla
Ciutadilla es un municipio español perteneciente a la provincia de Lérida, en la comarca del Urgel, Cataluña. Tiene una población de 226 habitantes (INE 2008).

## Historia
El castillo del municipio aparece citado por primera vez en 1165. La población creció y se organizó alrededor de este edificio. Durante el siglo XVI se iniciaron las obras de reconstrucción del castillo, iniciadas por la familia Guimerà que tenía el señorío de las tierras, así como el convento del Roser. Continúa existiendo el marquesado de Ciutadilla en la actualidad.

## Cultura

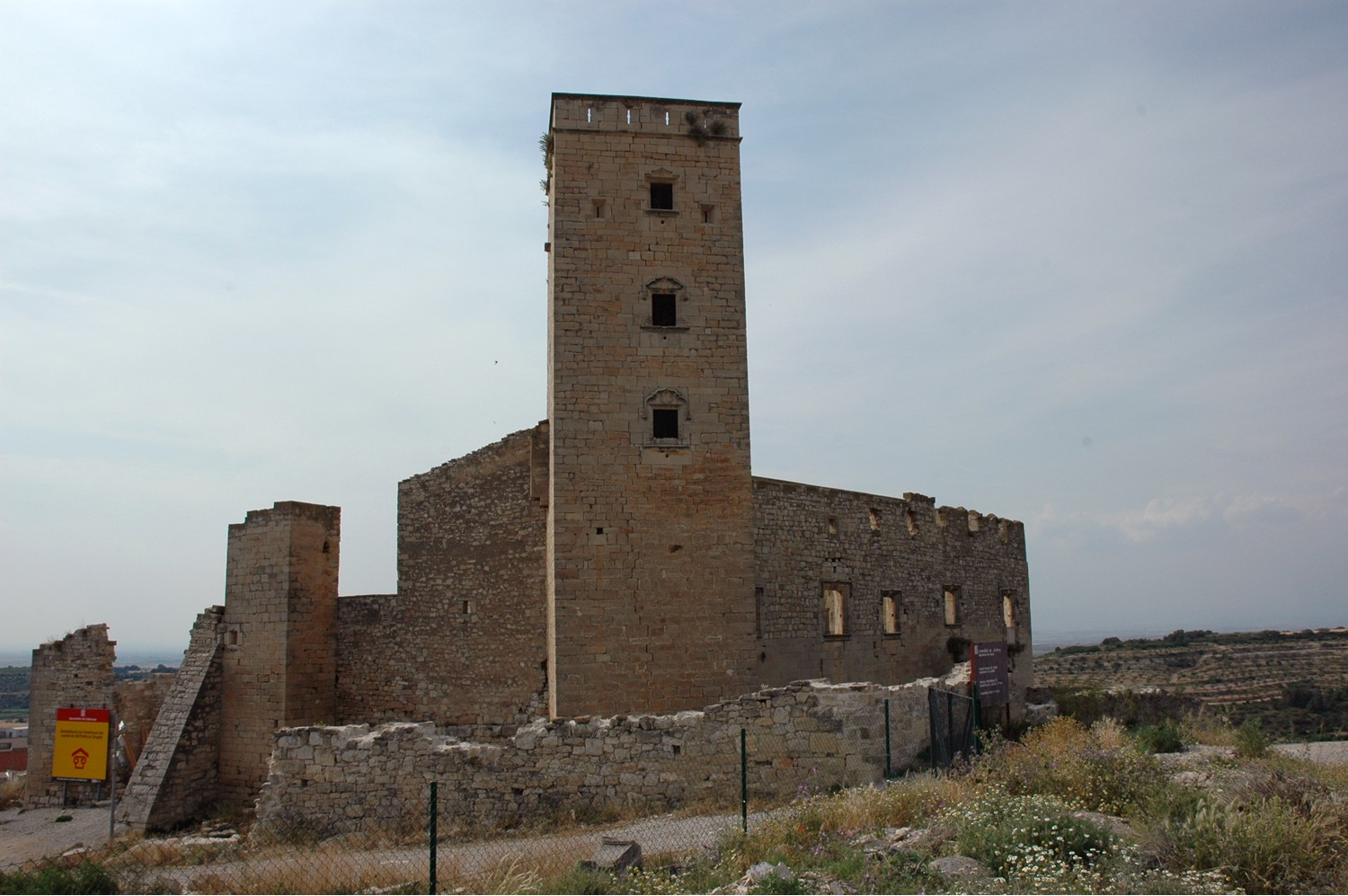
Castillo de Ciutadilla

El castillo de Ciutadilla funcionó como fortaleza militar hasta que en el siglo XVI se reformó como palacio en estilo renacentista. Estuvo habitado hasta 1908. El exterior conserva el aspecto de fortaleza a pesar de las reformas. El patio interior tiene forma de trapecio y en uno de sus lados se encontraba una gran escalera que llevaba a una galería superior. A la derecha de la puerta de entrada se encuentra una torre de base cuadrangular con una altura total de siete pisos. 
En las afueras de la población se encuentran los restos del antiguo convento del Rosario. Fue fundado a mediados del siglo XVI y acogió una comunidad de frailes dominicos. Parte de las paredes de este convento se utilizó en la construcción de la Sala Parroquial; el resto se destinó a la reconstrucción del campanario de la población de Sarral.
También fuera del núcleo de población se encuentra la ermita de San Roque. La construcción actual es de 1984 y se encuentra en el mismo lugar en el que se hallaba la original de 1720. La ermita se construyó a raíz de una epidemia de cólera que asoló la población en 1720. Los habitantes de Ciutadilla no disponían de suficientes fondos como para contratar a un arquitecto así que la construyeron con sus propias manos. La precaria edificación tuvo que ser derruida en 1975. 
Ciutadilla celebra su fiesta mayor el primer fin de semana del mes de agosto con actuaciones de diferentes grupos musicales y diversión para los más pequeños. En abril tiene lugar una romería hasta la ermita de San Roque. Una hija de esta población, nacida en 1895, fue llevada a los altares: la beata Teresa Prats Martí. En mayo celebran la fiesta Medieval, donde se recrea la ciudad en la Edad Media, el pueblo se llena de feriantes y se decora en torno a la época. Hay diferentes actuaciones a lo largo de las fiestas donde se recrea la vida de un pueblo humilde de la Edad Media.

## Geografía humana

### Demografía
Cuenta con una población de 194 habitantes (INE 2024).
| Gráfica de evolución demográfica de Ciutadilla entre 1842 y 2021                                                      |
| |
| Población de derecho según los censos de población del INE. Población de hecho según los censos de población del INE. |

## Economía
La principal actividad económica de la población es la agricultura. Destacan los cultivos de secano como los cereales y los olivos. En cuanto a la ganadería, las principales granjas son de ganado porcino.